# Contea di Yuanshi
La contea di Yuanshi (元氏县S, Yuánshì XiànP) è una contea della Cina, situata nella provincia di Hebei e amministrata dalla prefettura di Shijiazhuang.